# SilkAir-Flug 185
Auf dem SilkAir-Flug 185 wurde am 19. Dezember 1997 eine Boeing 737-36N der Silk Air 9V-TRF, mit der ein Flug von Jakarta nach Singapur durchgeführt wurde, in den Fluss Musi geflogen. Bei dem Unfall wurden alle 104 Personen an Bord der Maschine getötet. Nach Ansicht von Ermittlern der US-amerikanischen Luftfahrtbehörde NTSB handelte es sich bei dem Zwischenfall um einen Pilotensuizid.

## Flugzeug
Bei der betroffenen Maschine handelte es sich um eine Boeing 737-36N, die im Werk von Boeing in Renton im Bundesstaat Washington endmontiert wurde und am 27. Januar 1997 ihren Erstflug absolvierte. Das Flugzeug trug die Werksnummer 28556, es handelte sich um die 2851. Boeing 737 aus laufender Produktion. Die Maschine wurde für das Flugzeugleasingunternehmen GECAS gebaut, an dessen Kunden Silk Air die Maschine am 14. Februar 1997 fabrikneu ausgeliefert wurde. Das zweistrahlige Schmalrumpfflugzeug war mit zwei Turbofantriebwerken des Typs CFMI CFM56-3B2 ausgestattet. Bis zum Zeitpunkt des Unfalls hatte die Maschine eine Gesamtbetriebsleistung von 2.238 Betriebsstunden absolviert, auf die 1.306 Starts und Landungen entfielen.

## Besatzung
Die Cockpitbesatzung bestand aus dem 41-jährigen singapurischen Flugkapitän und ehemaligen A-4 Skyhawk-Piloten Tsu Way Ming (朱卫民) und dem 23-jährigen Ersten Offizier Duncan Ward aus Neuseeland. Kapitän Tsu verfügte über 7.173 Stunden Flugerfahrung, von denen er 3.614 Stunden im Cockpit der Boeing 737 absolviert hatte. Der Erste Offizier Ward verfügte über 2.501 Stunden Flugerfahrung, darunter 2.311 Stunden in der Boeing 737. Außerdem befanden sich fünf singapurische Flugbegleiterinnen an Bord.

## Passagiere
Den Flug von Jakarta nach Singapur hatten 97 Passagiere angetreten, die aus 13 Ländern stammten.
| Staatsangehörigkeit     | Passagiere | Besatzung | Gesamt |
| ----------------------- | ---------- | --------- | ------ |
| Singapur                | 40         | 6         | 46     |
| Indonesien              | 23         | -         | 23     |
| Malaysia                | 10         | -         | 10     |
| Vereinigte Staaten      | 5          | -         | 5      |
| Frankreich              | 5          | -         | 5      |
| Deutschland             | 4          | -         | 4      |
| Vereinigtes Königreich  | 3          | -         | 3      |
| Japan                   | 2          | -         | 2      |
| Bosnien und Herzegowina | 1          | -         | 1      |
| Österreich              | 1          | -         | 1      |
| Indien                  | 1          | -         | 1      |
| Taiwan                  | 1          | -         | 1      |
| Australien              | 1          | -         | 1      |
| Neuseeland              | -          | 1         | 1      |
| Gesamt                  | 97         | 7         | 104    |

## Flugverlauf und Unfallhergang

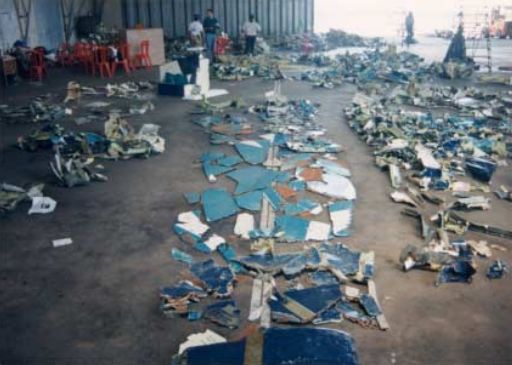
Trümmer der Maschine

Die Boeing 737 startete um 15:37 Uhr Ortszeit (08:37 UTC) von Landebahn 25R des internationalen Flughafens Soekarno-Hatta in Jakarta. Die Flugzeit zum Flughafen Changi in Singapur sollte 80 Minuten betragen. Entlang der Flugroute war gutes Wetter angesagt, lediglich in der Nähe der Insel Singkep, 120 Kilometer südlich von Singapur, sollte es einige Gewitter geben.
Die Besatzung erhielt die Freigabe, auf Flugfläche 350, in etwa 35.000 Fuß (11.000 Meter) Höhe zu steigen und direkt nach Palembang zu fliegen. Um 15:47:06 Uhr bat die Besatzung während des Steigflugs, als sie sich in einer Höhe von 24.500 Fuß (7.468 Meter) befand, um eine Erlaubnis, direkt zum Wegpunkt PARDI zu fliegen. Um 15:53 Uhr berichtete die Besatzung, die Reiseflughöhe auf Flugfläche FL350 erreicht zu haben. Die Flugsicherung erteilte die Freigabe, direkt zum Punkt PARDI zu fliegen und erteilte den Piloten die Anweisung, sich zu melden, sobald sie Palembang überflögen. Um 16:00 verließ Kapitän Tsu Way Ming das Cockpit. Der Cockpit Voice Recorder (CVR) stellte die Aufnahme um 16:05 Uhr ein. Zu diesem Zeitpunkt befand sich lediglich der Erste Offizier Duncan Ward im Cockpit. Es wurde später vermutet, dass der Flugkapitän Tsu Way Ming bei seinem Gang aus dem Cockpit vorsätzlich den Hauptschalter des CVR deaktiviert hatte. Um 16:10 Uhr teilte der Fluglotse der Besatzung mit, dass sich die Maschine querab von Palembang befinde und wies die Piloten an, die Flugfläche FL350 zu halten und sich bei Erreichen des Punktes PARDI an die Anflugkontrolle von Singapur zu wenden. Der Erste Offizier Ward bestätigte die Anweisung. Um 16:11 Uhr stoppte auch die Aufzeichnung des Flugdatenschreibers. Die Ermittler stellten später die These auf, dass Kapitän Tsu den Ersten Offizier Ward kurz zuvor unter einem Vorwand aus dem Cockpit gelockt haben musste. Nachdem dies geschehen war, habe Tsu den Ersten Offizier aus dem Cockpit ausgesperrt, bevor er den Datenrekorder deaktivierte. Es wurde vermutet, dass Tsu dies getan hat, um sicherzustellen, dass es keine Aufzeichnungen darüber gibt, was er als Nächstes tun würde.
Die Maschine verblieb auf Flugfläche FL350, bis sie gegen 16:12 Uhr in einen schnellen und fast vertikalen Sturzflug überging. Während des Sturzflugs brachen einige Teile des Flugzeugs, einschließlich eines großen Teils des Leitwerks, vom Rumpf der Maschine ab. Dies war den hohen Kräften geschuldet, da die Maschine während des Sturzfluges nahezu Schallgeschwindigkeit erreichte. Weniger als eine Minute nach Einleiten des Sturzfluges schlug das Flugzeug auf der Oberfläche des Musi-Flusses in der Nähe von Palembang auf Sumatra auf. Alle 104 Menschen an Bord wurden dabei getötet. Teile des Wracks drangen bis zu 4,6 Meter tief ins Erdreich des Flussbettes ein.
Das Flugzeug begann vor dem Aufprall auseinanderzubrechen, wobei sich die Trümmer über mehrere Kilometer erstreckten, obwohl sich der größte Teil des Wracks in einem einzigen 60 Meter mal 80 Meter großen Gebiet am Flussboden konzentrierte. Es wurden keine vollständigen Körper, Körperteile oder Gliedmaßen gefunden. Nur sechs gefundene menschliche Überreste waren später identifizierbar.

## Unfalluntersuchung
Der Unfall wurde von der indonesischen Flugsicherheitsbehörde NTSC untersucht, die von Expertengruppen aus den USA, Singapur und Australien unterstützt wurde.
Es wurden Wrackteile mit einem Gewicht geborgen, welches 73 % der Maschine entsprach. Beide Flugzeugrekorder, der Cockpit Voice Recorder und der Flugdatenschreiber wurden nach einer langanhaltenden Suche aus dem Fluss geborgen und ihre Daten wurden abgerufen und analysiert.
Es wurde zunächst spekuliert, dass der Erste Offizier Duncan Ward das Flugzeug absichtlich hätte abstürzen lassen, da er die einzige Person im Cockpit war, als der CVR die Aufzeichnung stoppte. Dies wurde jedoch schnell ausgeschlossen, da Wards Freunde, Familie und Kollegen aussagten, er habe während seiner Karriere bei SilkAir weder Anzeichen von Depressionen noch Selbstmordgedanken gezeigt und sei am Morgen des Unfallfluges gut gelaunt gewesen.
Um 16:00 Uhr verließ Kapitän Tsu das Cockpit, fünf Minuten später stoppte die Aufnahme. Tests ergaben, dass ein Klicken am Ende der CVR-Aufzeichnung zu hören ist, wenn der CVR-Leitungsschalter normal auslöst, jedoch nicht, wenn er manuell herausgezogen wird. Da kein Klicken zu hören war, wurde vermutet, dass Captain Tsu den CVR-Leitungsschalter nach dem Verlassen des Cockpits herausgezogen hat. Die NTSC- und NTSB-Ermittler waren der Meinung, dass Kapitän Tsu, wenn er für den Absturz verantwortlich war, sich einen Vorwand ausgedacht haben musste, um den Ersten Offizier dazu zu bringen, das Cockpit zu verlassen, bevor er den FDR deaktivierte, da im Falle einer Deaktivierung sofort eine Warnung auf den Kontrollbildschirmen beider Piloten angezeigt worden wäre. Wie das indonesische Bodenradar aufzeichnete, ging die Maschine einige Minuten später in einen steilen Sturzflug über, brach auseinander und stürzte in den Musi-Fluss.
Am 14. Dezember 2000 veröffentlichte das indonesische NTSC nach dreijähriger Untersuchung seinen Abschlussbericht. Der NTSC-Vorsitzende setzte die Untersuchungsergebnisse seiner Ermittler, wonach der Absturz durch absichtliche Eingaben des Piloten verursacht wurde, außer Kraft, sodass in dem Bericht festgestellt wurde, dass die Beweise nicht schlüssig seien und die Ursache des Unfalls nicht ermittelt werden könne.
Das US-amerikanische NTSB, das ebenfalls an der Untersuchung beteiligt war, kam zu dem Schluss, dass die Beweise mit einer absichtlichen Manipulation der Flugschreiber vereinbar seien, und dass diese Manipulation höchstwahrscheinlich auf den Kapitän zurückgehe. Zudem sprächen die Sturzflugcharakteristika für ein aktives Hineinlenken der Maschine in den Sturzflug, da kein vorstellbares Szenario eines technischen Ausfalls einen derart steilen Flugwinkel zur Folge haben könnte. Die Prüfung aller tatsächlichen Beweise stünde somit im Einklang mit den Schlussfolgerungen, dass: 1) keine flugzeugbedingten mechanischen Fehlfunktionen oder Ausfälle den Unfall verursacht oder dazu beigetragen haben und 2) der Unfall durch vorsätzliche Maßnahmen des Piloten erklärt werden kann. Insbesondere a) stimme das Flugprofil des Unfallflugzeugs mit anhaltenden manuellen Flugsteuerungseingaben überein; b) die Beweise deuten darauf hin, dass der Cockpit Voice Recorder (CVR) absichtlich deaktiviert wurde; c) ein Abfangen des Flugzeugs aus dem Sturzflug war möglich, wurde aber nicht versucht; und d) es ist wahrscheinlicher, dass die Flugsteuerungseingaben vom Kapitän als vom Ersten Offizier vorgenommen wurden.

## Mögliches Motiv
Nach dem Absturz wurden mehrere mögliche Gründe für den mutmaßlichen erweiterten Suizid des Kapitäns vorgeschlagen. Tsu Way Ming hatte in jüngerer Zeit finanzielle Verluste in Höhe von 1,2 Millionen US-Dollar durch Aktiengeschäfte hinnehmen müssen. Außerdem habe er eine Woche vor dem Unfall eine Lebensversicherungspolice in Höhe von 600.000 US-Dollar abgeschlossen, die am Tag des Unfalls in Kraft treten sollte. Ferner hatte er in der jüngeren Vergangenheit mehrere Disziplinarmaßnahmen durch die Fluggesellschaft erhalten, wobei es in einem Fall um eine unsachgemäße Manipulation des CVR-Leistungsschalters ging, außerdem habe er als Luftwaffenpilot auf den Tag genau 18 Jahre vor dem Absturz vier Kameraden seiner Einheit während seines militärischen Flugtrainings verloren. Tsu hatte auch mehrere Konflikte mit Ward und anderen Ersten Offizieren, die seine Führungseignung in Frage gestellt hatten. Untersuchungen ergaben später, dass sein Gesamtvermögen höher war als seine Verbindlichkeiten, obwohl sein Barvermögen seine unmittelbaren Schulden nicht decken konnte; sein monatliches Einkommen war geringer als die monatlichen Ausgaben seiner Familie und er hatte einige ausstehende Kreditkartenschulden.
Eine offizielle Untersuchung der Polizei von Singapur ergab „keine Beweise dafür, dass der Pilot, der Copilot oder ein Besatzungsmitglied Selbstmordtendenzen oder ein Motiv hatten, den Absturz des Flugzeugs absichtlich zu verursachen“.

## Theorie einer Fehlfunktion des Seitenruders
In den frühen 1990er-Jahren hatte es Zwischenfälle gegeben, bei denen es durch Vollausschläge des Seitenruders infolge einer Fehlfunktion der Steuereinheit an Maschinen vom Typ Boeing 737 zu Kontrollverlusten kam, die am 3. März 1991 bei United-Airlines-Flug 585 und am 8. September 1994 bei USAir-Flug 427 in Abstürzen endeten. Während der Untersuchung des Absturzes auf USAir-Flug 427 stellte das NTSB fest, dass sich auch das Doppelservoventil der Steuereinheit verklemmen und das Ruder aufgrund eines Wärmeschocks in die entgegengesetzte Richtung verstellen kann. Aufgrund dieser Feststellung ordnete die Federal Aviation Administration (FAA) an, die Servoventile auszutauschen und ein neues Schulungsprogramm für Piloten zur Bewältigung unerwarteter Bewegungen von Flugsteuerrudern zu entwickeln.
Die Untersuchung der Rudersteuereinheit der betroffenen Maschine ergab keine Hinweise auf eine derartige Fehlfunktion, wobei die steilen Sturzflugcharakteristika der Maschine auch nicht einer Ruderfehlfunktion, sondern einem bewussten Lenken der Maschine in den Boden entsprachen.

## Medien
Der Unfall um SilkAir-Flug 185 wurde in Staffel 12 – Folge 4 (Titel: Fatale Computer-Eingaben, Originaltitel: Pushed To The Limit) der kanadischen Fernsehserie Mayday – Alarm im Cockpit behandelt. In nachgestellten Szenen, Animationen sowie Interviews mit Ermittlern wurde über die Vorbereitungen, den Ablauf und die Hintergründe des Fluges berichtet.